# Doba, Veszprém
Doba  este un sat în districtul Devecser, județul Veszprém, Ungaria, având o populație de 489 de locuitori (2011). 

## Demografie
Componența etnică a satului Doba
     Maghiari (99,02%)
     Germani (0,98%)
Componența confesională a satului Doba
     Romano-catolici (76,28%)
     Reformați (4,09%)
     Luterani (2,45%)
     Fără religie (2,45%)
     Necunoscută (14,72%)
     Alte religii (2,66%)
Conform recensământului din 2011, satul Doba avea 489 de locuitori. Din punct de vedere etnic, majoritatea locuitorilor (99,02%) erau maghiari.  Din punct de vedere confesional, majoritatea locuitorilor (76,28%) erau romano-catolici, existând și minorități de reformați (4,09%), persoane fără religie (2,45%) și luterani (2,45%). Pentru 14,72% din locuitori nu este cunoscută apartenența confesională.